# Big Lake (Washington)
Pour les articles homonymes, voir Big Lake.
Big Lake est une census-designated place du comté de Skagit dans l'état de Washington.
Sa population était de 1 835 habitants en 2010.